# General Bernardino Caballero
General Bernardino Caballero – miasto w departamencie Paraguarí, w Paragwaju. Według danych na rok 2020 miasto zamieszkiwało 7333 osoby, a gęstość zaludnienia wyniosła 29,4 os./km².

## Historia
Początkowo miejsce to należało geograficznie do miasta Ybytymi w departamencie Paraguarí. 30 sierpnia 1901 roku podczas prezydentury Emilia Acevala, miasto zostało uznane za niezależne od gminy Ybytymi mocą ustawy nr 299. Utworzenie miasta o nazwie General Bernardino Caballero nastąpiło 4 maja 1902 roku.

## Demografia
Ludność historyczna:
| Rok                         | 2000 | 2005 | 2010 | 2015 | 2020 |
| --------------------------- | ---- | ---- | ---- | ---- | ---- |
| Ludność                     | 6858 | 6966 | 7071 | 7196 | 7333 |
| Gęstość zaludnienia os./km² | 27,5 | 27,9 | 28,3 | 28,8 | 29,4 |

Ludność według grup wiekowych na rok 2020:
| Wiek                                | 0–9 lat | 10–19 lat | 20–29 lat | 30–39 lat | 40–49 lat | 50–59 lat | 60–69 lat | 70–79 lat | 80+ lat |
| ----------------------------------- | ------- | --------- | --------- | --------- | --------- | --------- | --------- | --------- | ------- |
| Liczba osób w danej grupie wiekowej | 1291    | 1312      | 1266      | 1115      | 708       | 638       | 530       | 308       | 165     |

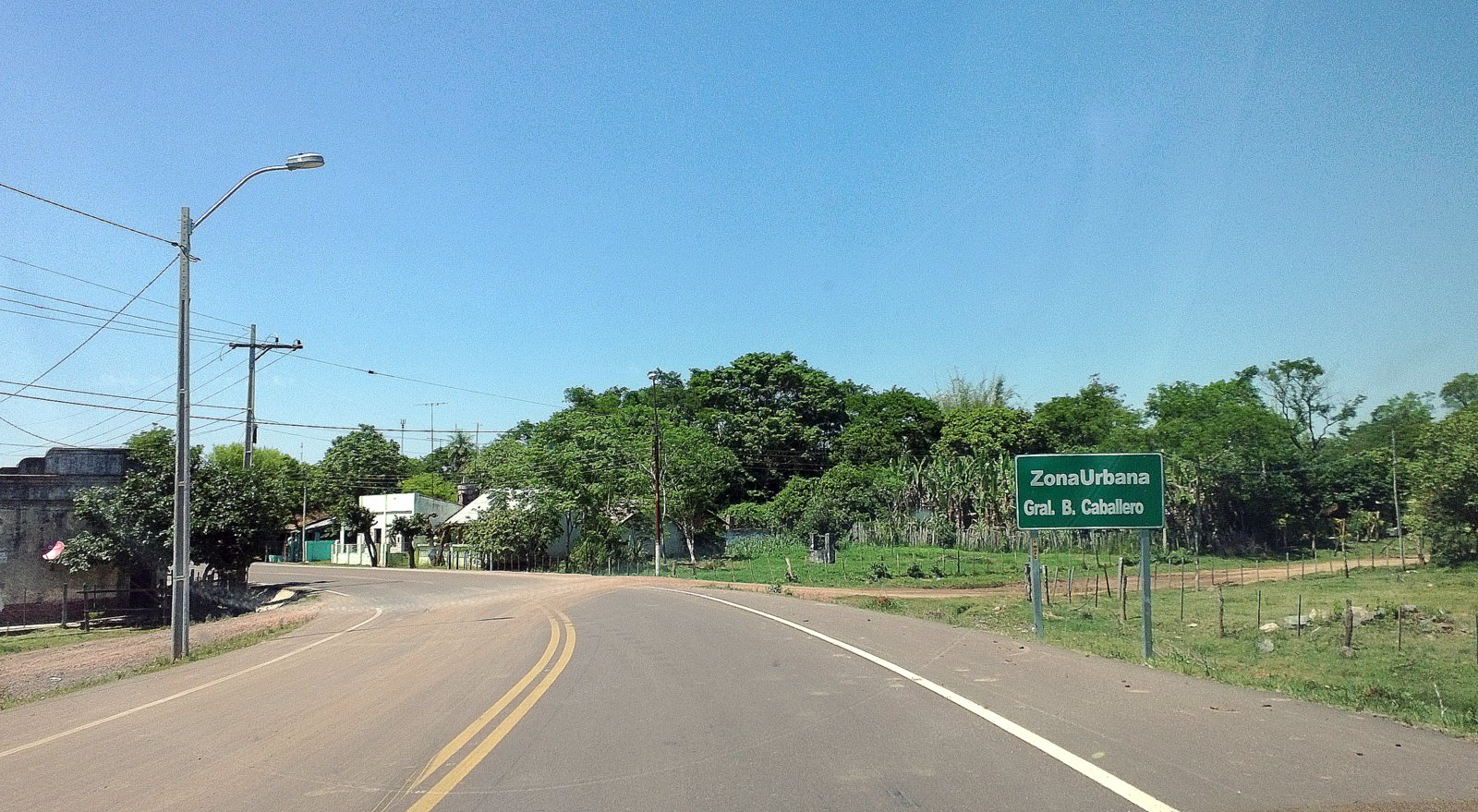
Wjazd do General Bernardino Caballero północy

Struktura płci na rok 2020:
| Płeć                         | Mężczyźni | Kobiety |
| ---------------------------- | --------- | ------- |
| Liczba osób w danej płci     | 4006      | 3327    |
| Liczba osób w danej płci w % | 54,6      | 45,4    |

## Infrastruktura
Przez miasto przebiega Droga krajowa PY01 łącząca General Bernardino Caballero z Asunción.